# Micimutr
Micimutr je český pohádkový film režiséra Víta Karase z roku 2011. Scénář napsala Irena Dousková. Snímek byl v kinech premiérově uveden 17. listopadu 2011. Televizní premiéra se odehrála na stanici ČT1 24. prosince 2011, kdy byl odvysílán jako štědrovečerní pohádka České televize.

## Produkce
Pohádka byla natočena na hradě Zvíkov a v Ledči nad Sázavou, v oblasti lomu Velká Amerika i v Praze.

## Hodnocení
- Haló noviny 9. dubna 2020 ☺☺☺☺ Skvělé![2]